# Río Vista (Texas)
Río Vista es una ciudad ubicada en el condado de Johnson en el estado estadounidense de Texas. En el Censo de 2010 tenía una población de 873 habitantes y una densidad poblacional de 318,89 personas por km².

## Geografía
Río Vista se encuentra ubicada en las coordenadas 32°14′4″N 97°22′29″O / 32.23444, -97.37472. Según la Oficina del Censo de los Estados Unidos, Río Vista tiene una superficie total de 2.74 km², de la cual 2.73 km² corresponden a tierra firme y (0.28%) 0.01 km² es agua.

## Demografía
Según el censo de 2010, había 873 personas residiendo en Rio Vista. La densidad de población era de 318,89 hab./km². De los 873 habitantes, Rio Vista estaba compuesto por el 94.27% blancos, el 0.23% eran afroamericanos, el 1.49% eran amerindios, el 0.11% eran asiáticos, el 0% eran isleños del Pacífico, el 2.63% eran de otras razas y el 1.26% pertenecían a dos o más razas. Del total de la población el 9.62% eran hispanos o latinos de cualquier raza.